# Clarotes
Clarotes — рід риб з підродини Claroteinae родини Claroteidae ряду сомоподібних. Має 2 види.

## Опис
Загальна довжина представників цього роду коливається від 22,5 до 80 см. Голова коротка, трохи витягнута. Очі маленькі. Є 2 пари вусів, найдовші тягнуться з кутів рота. Зубна пластина широка. Піднебінні зубні пластини вузькі і довгі. Тулуб доволі стрункий. Спинний плавець високий, прямий, з 2 крайніми довгими жорсткими променями. Жировий плавець маленький. Грудні плавці витягнуті, з загостреним кінцем. Анальний плавець дещо витягнутий. Хвостовий плавець подовжений, сильно розрізаний.
Забарвлення однотонне — сріблясте, кремове.

## Спосіб життя
Віддають перевагу чистій воді. Є демерсальними рибами. Живляться ракоподібними, молюсками, комахами і рибою.
C. laticeps часто імпортують до Європи, як акваріумну рибу.

## Розповсюдження
Мешкають у басейнах річок Ніл, Бенуе, Сенегал, Вольта, Нігер, Ююба і озера Чад.

## Види
- Clarotes bidorsalis
- Clarotes laticeps